# Pterolophia costalis
Pterolophia costalis là một loài bọ cánh cứng trong họ Cerambycidae.